# Gazeta

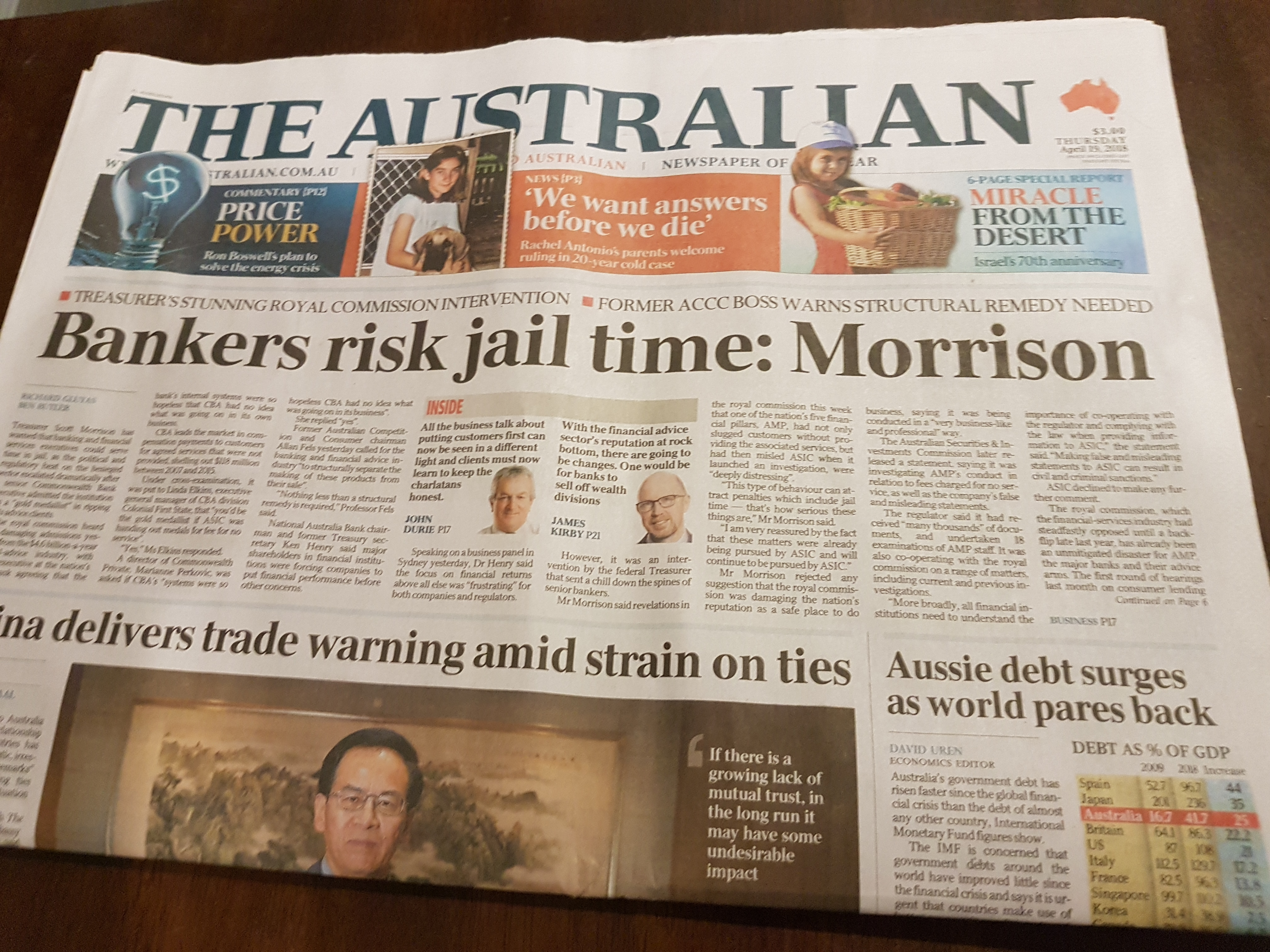
Egzemplarz australijskiej gazety z 2008 roku

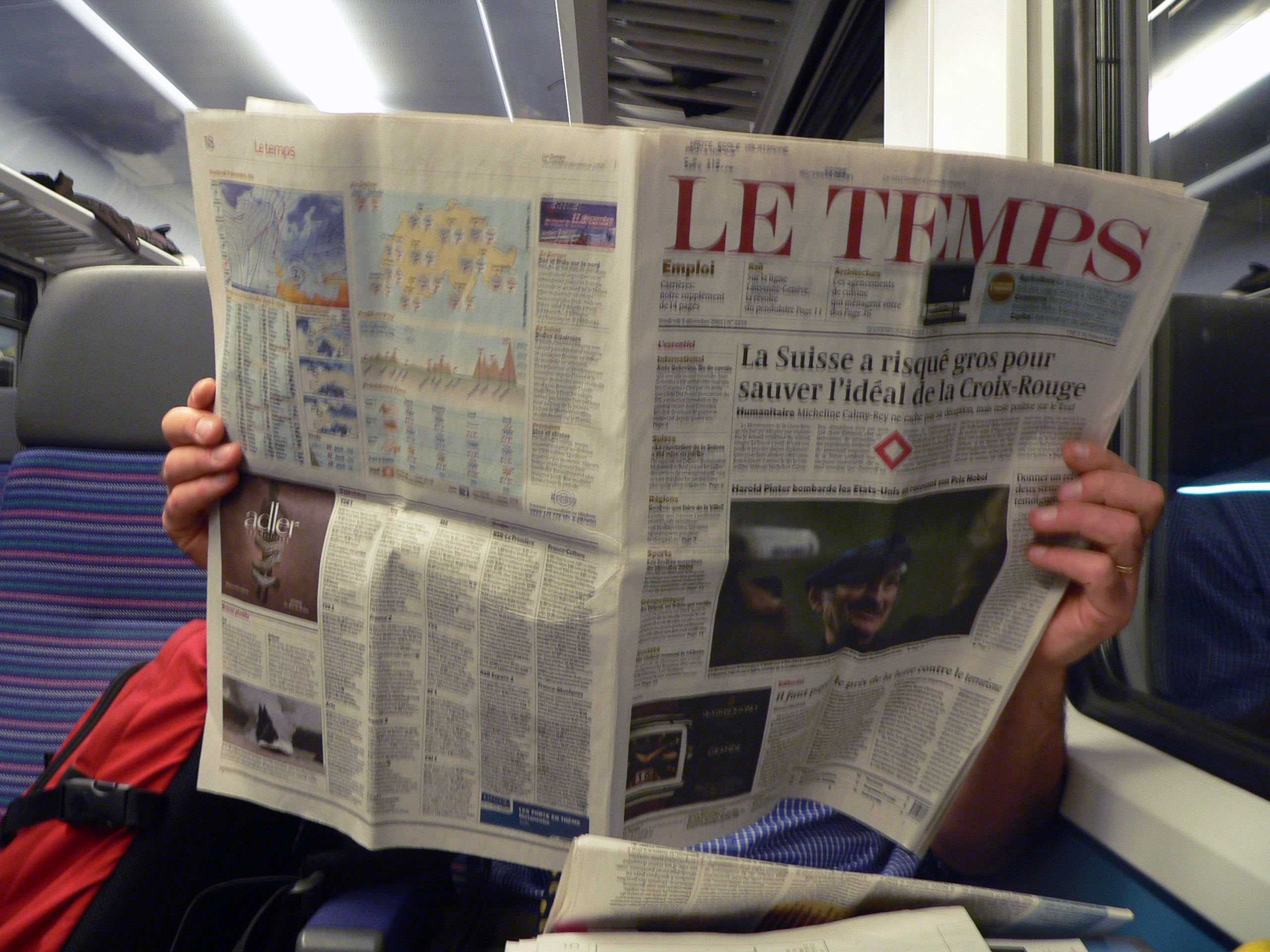
Osoba czytająca gazetę w trakcie podróży pociągiem

Gazeta – rodzaj wydawnictwa ciągłego, ukazującego się codziennie (dziennik) lub co najmniej dwa razy w tygodniu, przekazującego odbiorcom informacje o bieżących powszechnych wydarzeniach (z reguły bez zawężania tematyki).

## Nazwa
Pochodzenie słowa „gazeta” nie jest do końca jasne. Wywodzi się przypuszczalnie z włoskiego gazzetta – określenia drobnej monety, za którą nabywano dzienniki w XVII-wiecznej Wenecji. Słowo gazza oznacza również srokę, której podobiznę często umieszczano w dziennikach włoskich jako symbol gadatliwości i plotkarstwa. Być może też źródłosłów gazety to hebrajskie izgard, tłumaczone jako herold, goniec, zwiastun.

## Historia

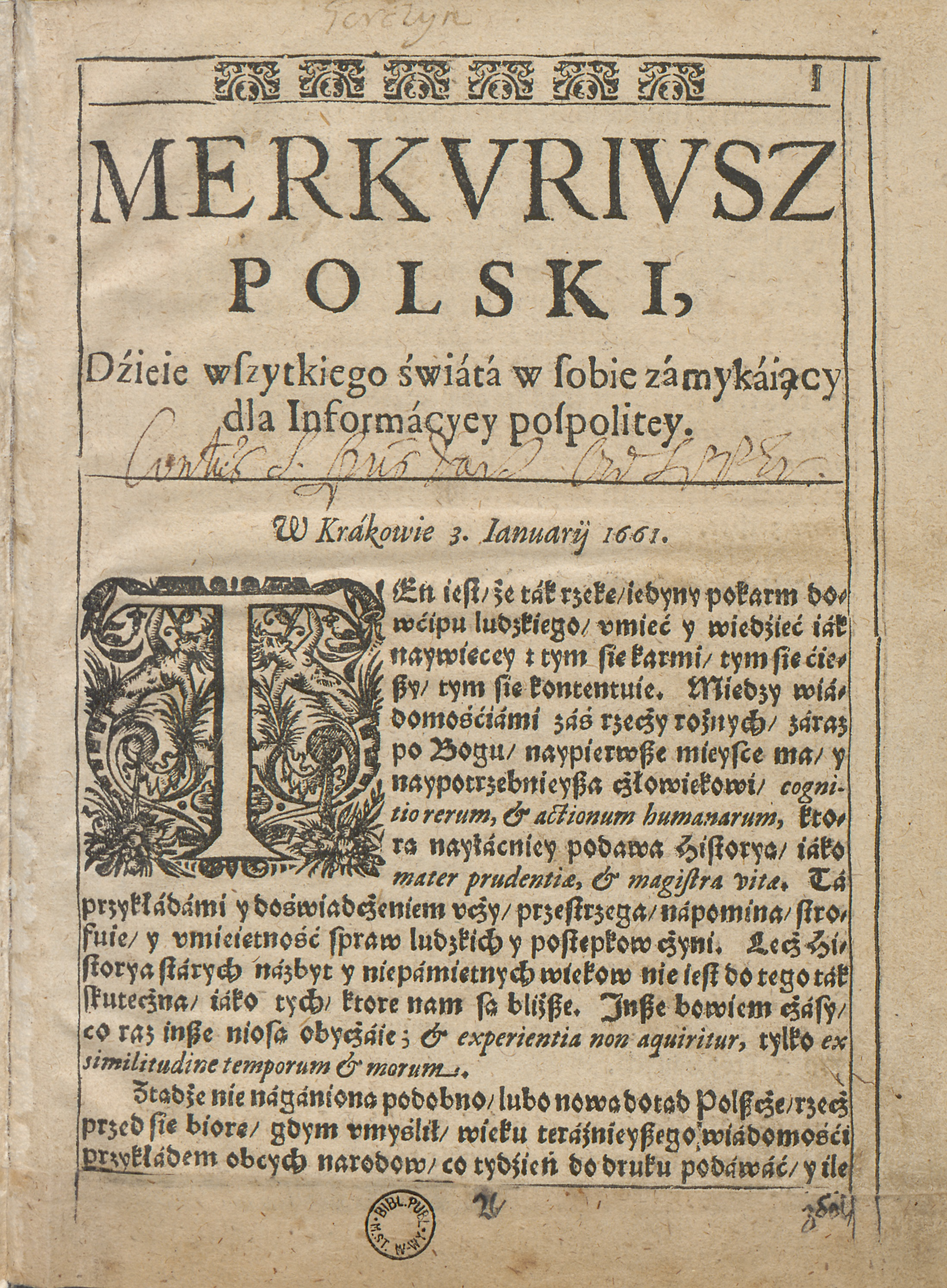
Pierwsza zachowana polska gazeta „Merkuriusz Polski Ordynaryjny” (nr 1 z 1661 roku)

Gazety we właściwym rozumieniu tego słowa zaczęły się ukazywać w 1609. Do pierwszych należy zaliczyć Relation – gazetę drukowaną w Strasburgu i Aviso – drukowaną w Wolfenbüttel. Pierwsza gazeta codzienna (ukazywała się 6 dni w tygodniu) pojawiła się w Lipsku w 1650. Pierwszą gazetą wychodzącą w Rzeczypospolitej był wydawany w Gdańsku od roku 1618 tygodnik „Wöchentliche Zeitung”, który w 1619 ukazywał się nawet trzy razy w tygodniu. Pierwszą zachowaną, periodyczną gazetą ukazującą się w Polsce i wydawaną w języku polskim był „Merkuriusz Polski Ordynaryjny” (właściwa nazwa to „Merkuriusz Polski dzieje wszystkiego świata w sobie zamykający dla informacji pospolitej”). Wydano ją po raz pierwszy w Krakowie 3 stycznia 1661 roku. Początek nieprzerwanego rozwoju czasopiśmiennictwa polskiego przypada na drugą ćwierć wieku XVIII. Jednymi z pierwszych były tłoczone od stycznia roku 1729 w warszawskiej drukarni pijarskiej, a redagowane przez J. Naumańskiego, Nowiny Polskie (z wiadomościami krajowymi) i Relata Refero (z wiadomościami zagranicznymi). Wkrótce zostały one przemianowane odpowiednio na Kurier Polski (grudzień 1729) i Gazety z Cudzych Krajów (rok 1730).
Pierwszą gazetą, której nakład osiągnął 1 milion egzemplarzy, był francuski dziennik „Le Petit Journal” w 1890.

## Rodzaje gazet
Duże gazety mogą mieć wydania regionalne w skali całości gazety, jak również różnić się tylko działami miejskimi i ogłoszeniowymi oraz repertuarem kin, rozgłośni lokalnych itp. Istnieją również gazety posiadające swoje wersje regionalne w skali większej niż jedno państwo. Obecnie gazety wydawane są tak, aby trafiały do dystrybucji wczesnym świtem; kiedyś popularne były również popołudniówki, tj. gazety o stałej porze edycji wczesnym popołudniem (w Polsce np. Express Wieczorny, Wieczór Wybrzeża). Mogły mieć one nawet kilka wydań aktualizowanych co kilka godzin: na kraj, na region, na miasto, oraz ostatnią wersję – tylko na śródmieście, a poszczególne wydania różniły się tylko kolumnami z aktualnościami.
W szczególnych sytuacjach edycja gazety może mieć ograniczone ramy czasowe, czyli określoną liczbę wydań, np. gazeta targowa, gazeta festiwalowa, i może mieć wtedy nawet więcej niż jedno w pełni różniące się wydanie dziennie.
Z poligraficznego punktu widzenia gazeta to wydawnictwo nieobcięte – drukowana jest z arkusza o szerokości równej wielokrotności stron, wystarczy je sfalcować, bez obcinania marginesów. Gazety drukuje się zazwyczaj za pomocą druku offsetowego zwojowego. Coraz częściej stosuje się też do druku gazet technikę fleksograficzną.
Potocznie to czasopismo drukowane na papierze gazetowym – nawet jeśli jest wydawane rzadziej niż raz w tygodniu.